# Hans Wilhelm Schlegel
Hans Wilhelm Schlegel (* 3. August 1951 in Überlingen, Baden-Württemberg) ist ein ehemaliger deutscher Astronaut.

## Leben
Aufgewachsen ist Schlegel im damals selbständigen Bensberg (heute Bergisch Gladbach) (Nordrhein-Westfalen). 1957 wurde er eingeschult und besuchte zunächst die Evangelische Volksschule im Stadtteil Refrath, bevor er auf das Albertus-Magnus-Gymnasium Bensberg wechselte. Ab 1965 ging er auf das Hansa-Gymnasium in Köln. In dieser Zeit besuchte er ein Jahr lang als AFS-Austauschschüler die USA, wo er 1969 in Iowa die Lewis Central High School in Council Bluffs (liegt 15 Kilometer östlich von Omaha) abschloss. Ein Jahr später legte er das Abitur in Köln ab.
Schlegel trat anschließend seinen Wehrdienst in der Bundeswehr an. Er hatte sich freiwillig zum Heer gemeldet und leistete seinen Dienst bei den Fallschirmjägern ab. Er wurde schließlich zum Kompaniecheflehrgang kommandiert und verließ 1972 die Truppe als Leutnant der Reserve. 1980 wurde er nach einigen Wehrübungen zum Oberleutnant der Reserve ernannt.
Schlegel schrieb sich 1972 an der RWTH Aachen ein und studierte Physik. Nach seinem Diplom, das er 1979 erhielt, blieb er an der Hochschule. Er arbeitete als wissenschaftlicher Angestellter am I. Physikalischen Institut im Bereich Festkörperphysik.
Nach sieben Jahren wechselte Schlegel in die freie Wirtschaft, ging nach Baden-Württemberg zurück und fing im September 1986 als Verfahrenstechniker am Institut Dr. Foerster GmbH & Co. KG in dessen Stammhaus in Reutlingen an. In der 1948 gegründeten Firma, die auf dem Gebiet der Qualitätssicherung der Metallindustrie arbeitet, war er in der Forschungs- und Entwicklungsabteilung tätig.

## Raumfahrertätigkeit

### Spacelab D-2

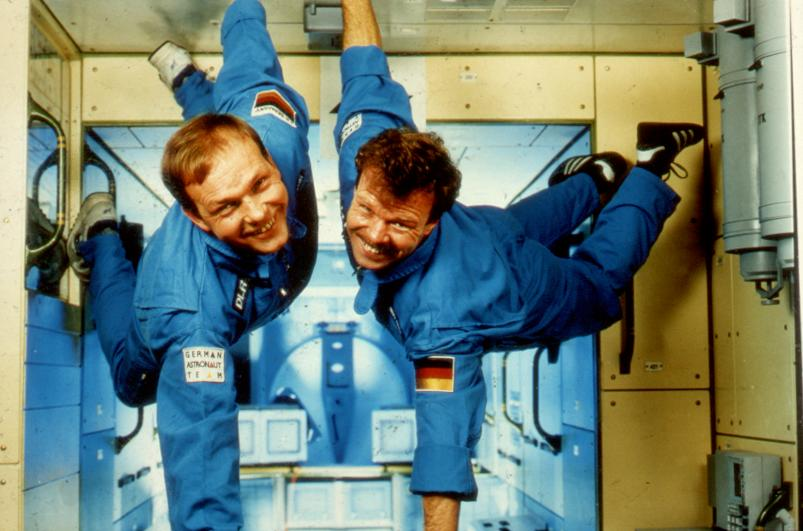
Hans Schlegel und Reinhold Ewald, Oktober 1995

Im August 1986 hatte die damalige Deutsche Forschungs- und Versuchsanstalt für Luft- und Raumfahrt (DFVLR) – Vorgängerin des heutigen Deutschen Zentrums für Luft- und Raumfahrt – im Auftrag des Bundesforschungsministeriums in allen großen Tageszeitungen nach Wissenschaftsastronauten für den zweiten deutschen Spacelab-Flug (D-2) gesucht. Gefordert wurde ein abgeschlossenes Hochschulstudium in Physik, Chemie, Biologie, Medizin oder Ingenieurwissenschaften sowie eine mehrjährige Forschungstätigkeit. Darüber hinaus war ein Doktorgrad in den genannten Bereichen von Vorteil. Ein guter psychischer und physischer Allgemeinzustand sowie ausgezeichnete Englischkenntnisse verbunden mit einer Altershöchstgrenze von 35 Jahren wurden vorausgesetzt.
Auf den Aufruf meldeten sich 1799 nationale Interessenten, von denen aber nur 40 Prozent die geforderten Kriterien erfüllten. 312 Bewerber kamen in die engere Wahl. Nach der ersten medizinischen Befragung nach erblichen und allergischen Erkrankungen oder Fehlsichtigkeit mussten weitere 76 aufgeben. Die verbliebenen 236 Bewerber wurden den unterschiedlichsten Wissens- und psychologischen Prüfungen unterzogen. Lediglich 9,7 Prozent (23) nahmen diese Hürde. Die anschließenden Gesundheitstests (Gleichgewicht, Kreislauf) ließen weitere zehn Kandidaten scheitern. Am Ende hatten sich 13 Personen (neun Männer und vier Frauen) durchgesetzt. Eine Jury, der auch die drei Altastronauten Merbold, Furrer und Messerschmid angehörten, siebte schließlich die fünf endgültigen Anwärter aus.
Der damalige Forschungsminister Riesenhuber stellte die fünf Finalisten im August 1987 (es war Schlegels 36. Geburtstag) der Öffentlichkeit vor. Neben Schlegel verstärkten die Lehrerin und Meteorologin Renate Brümmer, die Physiker Gerhard Thiele und Ulrich Walter sowie die Ärztin Heike Walpot von nun an das deutsche Astronautenkorps.

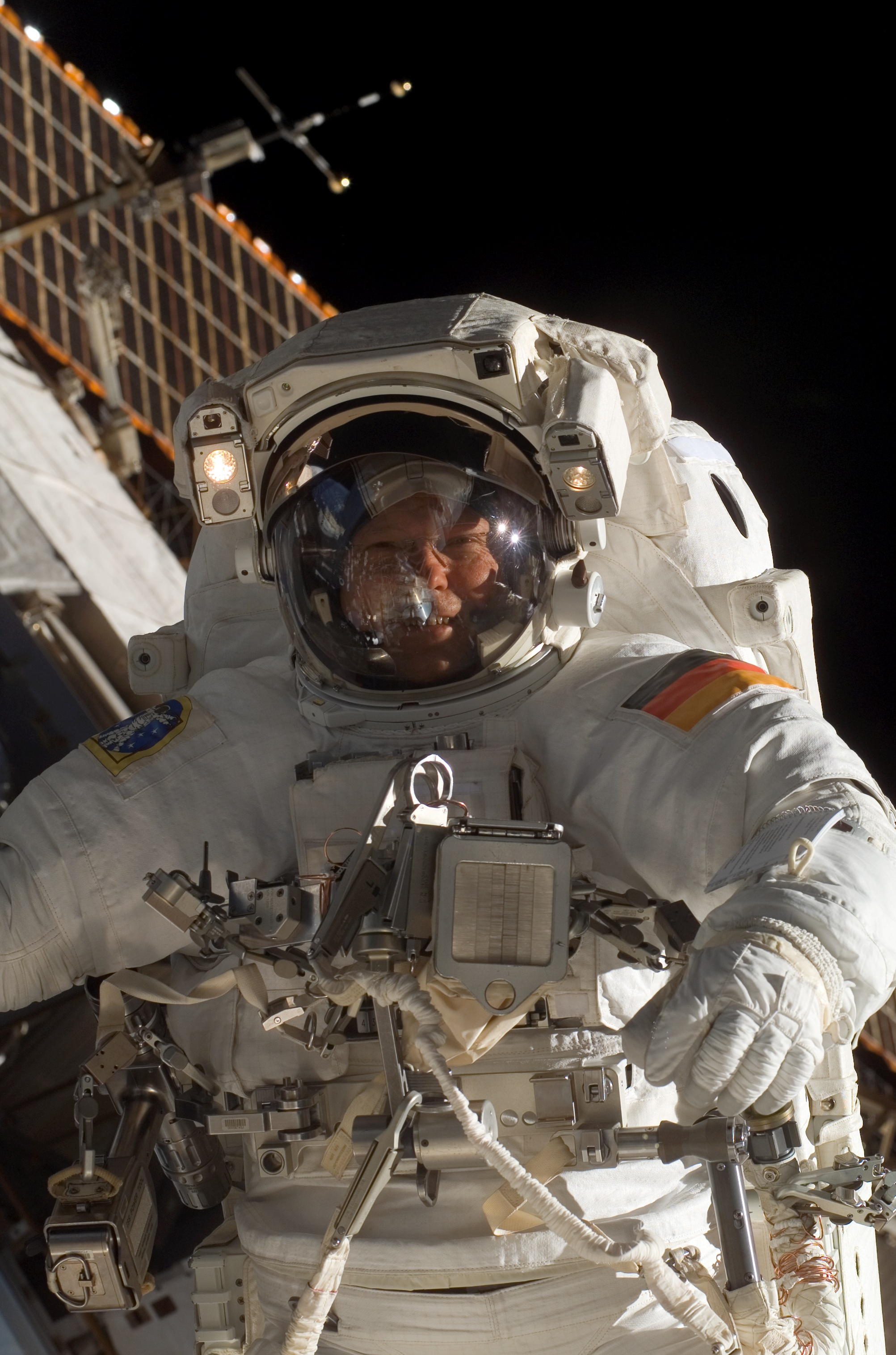
Schlegel arbeitet außerhalb der ISS (2008)

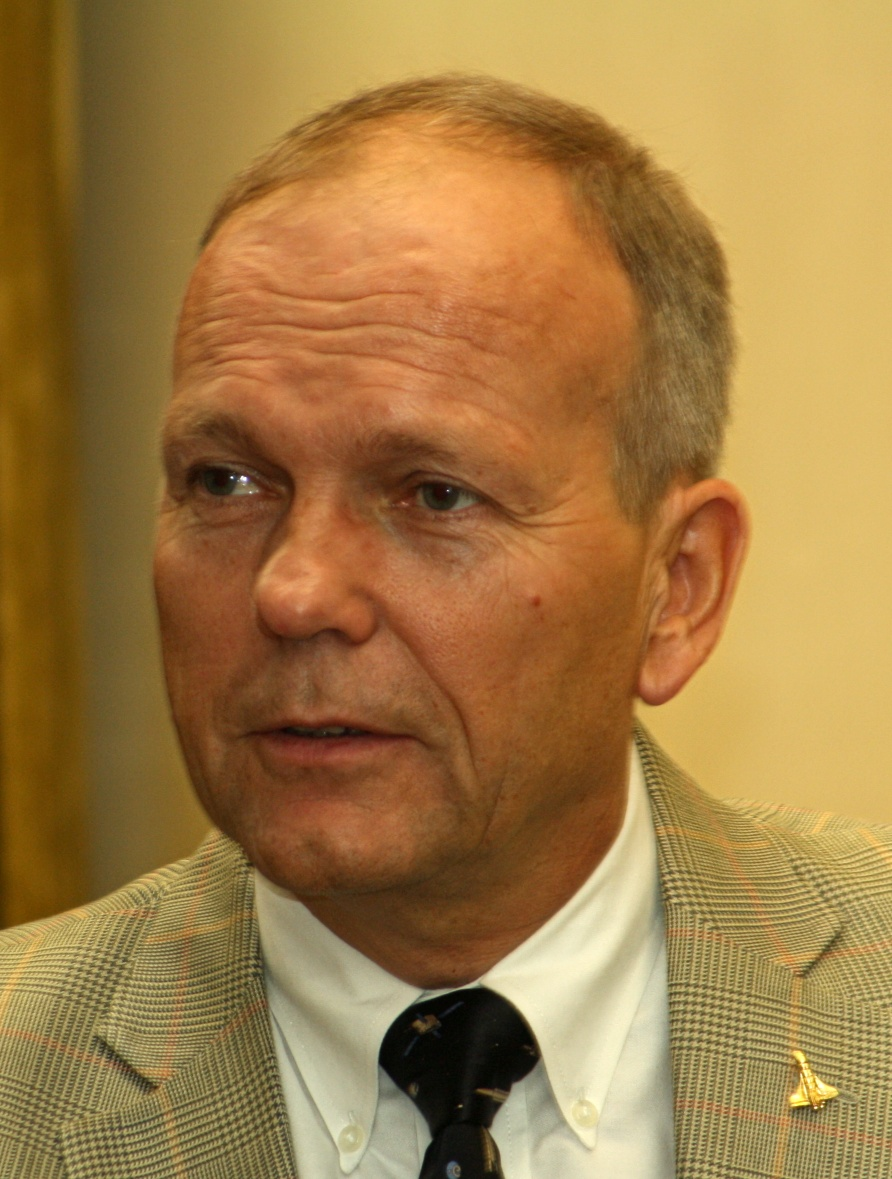
Schlegel, 2009

Die fünf Raumfluganwärter begannen im März 1988 am Sitz der DFVLR in Köln mit dem eigentlichen Astronautentraining (erste „Schnupperkurse“ gab es bereits vorher – so unternahm die Gruppe Ende 1987 in den USA ihre ersten Parabelflüge). 1990 kamen mit Ausnahme von Walpot alle als Nutzlastspezialisten für den zweiten deutschen Spacelab-Flug (D-2) in die engere Wahl. Seitdem trainierten die vier Deutschen abwechselnd in Köln sowie in Huntsville am Marshall-Raumflugzentrum und dem Johnson Space Center (JSC) in Houston. Ein Jahr vor dem Flug fiel die endgültige Wahl auf Schlegel und Walter.
Die zwei deutschen Physiker starteten zusammen mit fünf US-amerikanischen Astronauten Ende April 1993 an Bord des Space Shuttles Columbia in eine Erdumlaufbahn. Rund 90 Experimente betreuten Walter und Schlegel während des zehntägigen Fluges, wobei die meisten aus den Sparten Biologie und Materialwissenschaften stammten. Dabei arbeiteten sie im europäischen Raumlabor Spacelab, das zum siebenten Mal im Frachtraum einer US-Raumfähre flog.

### Kosmonaut Schlegel / ESA-Astronaut
Im Jahr 1995 unterzeichneten Deutschland und Russland ein Abkommen über den Mitflug eines deutschen Raumfahrers zur Raumstation Mir. Schlegel und sein Kollege Reinhold Ewald bereiteten sich ab Herbst 1995 im „Sternenstädtchen“ bei Moskau auf die Mission vor. Später wurde Ewald in die Flugbesatzung des Unternehmens MIR '97 berufen und startete an Bord von Sojus TM-25 im Februar 1997, während Schlegel als Ersatzmann den Flug vom Boden aus betreute.
Im Anschluss an MIR '97 blieb Schlegel in Russland, trainierte mit Kosmonauten in den Simulatoren und erhielt im Januar 1998 von der russischen Raumfahrtbehörde das Zertifikat als „Zweiter Bordingenieur“ für die Mir-Station. Im gleichen Jahr wurde das deutsche Astronautenkorps des DLR in das europäische Astronautenkorps integriert, und Schlegel gehört seither wie die anderen deutschen Raumfahrer zur Europäischen Weltraumorganisation (ESA).

### Bei der NASA
Die ESA schickte Schlegel umgehend in die USA. Gemeinsam mit dem Franzosen Eyharts sowie den beiden Italienern Nespoli und Vittori nahm er ab August 1998 im JSC an der Ausbildung zum Missionsspezialisten teil. Die ESA-Delegation trainierte mit der 17. Astronautengruppe der NASA und erhielt nach zwei Jahren ihr Examen.
Anschließend blieb Schlegel in den USA und arbeitete weiter im Astronautenbüro des JSC. Zunächst war er in der Abteilung für die Internationale Raumstation (ISS) tätig. Ab 2002 war er mit anderen Astronauten als CapCom für den ISS-Funkverkehr zuständig, zum Teil auch in leitender Funktion.
Ab Sommer 2006 trainierte Schlegel für die Shuttle-Mission STS-122, die das europäische Raumlabor Columbus zur ISS transportierte. Nachdem der Starttermin wegen technischer Probleme mit dem Treibstofftank des Shuttles mehrfach verschoben worden war, wurde die Mission im Februar 2008 durchgeführt. Da er als Alumnus sein Leben lang mit der Austauschorganisation AFS aus seiner Jugend verbunden blieb, nahm er deren Flagge mit zur Internationalen Raumstation. Schlegel war der letzte deutsche Teilnehmer an einer Space-Shuttle-Mission.

## Privates
Hans Schlegel ist in zweiter Ehe mit der heutigen Lufthansapilotin Heike Walpot verheiratet, die von 1987 bis 1992 ebenfalls zum Astronautenkorps des DLR gehörte, und hat sieben Kinder, vier davon aus seiner ersten Ehe. Er lebt in Texas.